# 波羅的海造船廠
波罗的海造船厂（俄语：Балтийский завод）是俄罗斯最古老的造船厂之一，如今隶属于联合造船集团。
波羅的海造船廠位于圣彼得堡瓦西里岛西南部。它曾与海军部造船厂一起负责建造俄罗斯帝国戰艦以及苏联的核動力破冰船。目前它专门負責建造商船。

## 历史
该造船厂由圣彼得堡商人M. Carr和苏格兰人马克·洛维奇·麦克弗森创立于1856年。1874年，造船厂被出售。